# Запис Живковића крушка (Љубић)
Запис Живковића крушка (Љубић) се налази на парцели чији је власник Живковић Миломир.

## Локација
| Општина             | Кнић                                                                        |
| Катастарска општина | Љубић                                                                       |
| Потес               | Брђане                                                                      |
| Координате          | 43° 56′ 14″ С; 20° 47′ 25″ И / 43.937199999999997° С; 20.790199999999999° И |
| Надморска висина    | 0m                                                                          |

## Карактеристике
Дендрометријске вредности утврђене на терену и сателитским снимцима:
| Стабло                     | Крушка |
| Висина стабла              | m      |
| Обим дебла                 | m      |
| Пречник крошње             | 5m     |
| Пречник дебла              | m      |
| Висина дебла до прве гране | m      |

## База записа
Запис је у оквиру Викимедија пројекта "Запис - Свето дрво" заведен под редним бројем 0602.